# Trujillo (Peru)
Trujillo ist die Hauptstadt der Region La Libertad. Es ist die wichtigste Stadt Perus nördlich von Lima.

## Geografie und Klima
2017 betrug die Einwohnerzahl beim Zensus 314.808, zehn Jahre zuvor lag sie noch bei 294.730. Die Bevölkerung im Ballungsraum betrug beim Zensus 2017 919.899 und nahm in den vorangegangenen 10 Jahren um 153.817 zu.
Die Stadt leidet stark unter Bandenkriminalität. Ein Stadtteil von Trujillo, El Porvenir, verzeichnet die meisten Morde in Peru (19,5 auf 100.000 Einwohner, nationaler Durchschnitt sind 7,7).

### Klimatabelle
Der nahe Pazifik sorgt für angenehmes und frühlingshaftes Klima.
|                       | Jan  | Feb  | Mär  | Apr  | Mai  | Jun  | Jul  | Aug  | Sep  | Okt  | Nov  | Dez  |   |      |
| Mittl. Tagesmax. (°C) | 25,1 | 26,2 | 26,1 | 24,6 | 23,3 | 22,0 | 21,2 | 20,2 | 20,0 | 20,6 | 22,0 | 23,3 | ⌀ | 22,9 |
| Mittl. Tagesmin. (°C) | 17,3 | 18,2 | 18,5 | 17,3 | 16,4 | 15,6 | 15,0 | 14,8 | 14,2 | 14,4 | 15,1 | 16,2 | ⌀ | 16,1 |
|                       |      |      |      |      |      |      |      |      |      |      |      |      |   |      |
| Niederschlag (mm)     | 1,6  | 1,0  | 2,4  | 0,1  | 0,0  | 0,0  | 0,0  | 0,0  | 0,0  | 0,3  | 0,1  | 0,1  | Σ | 5,6  |

| 17,3 |

| 18,2 |

| 18,5 |

| 17,3 |

| 16,4 |

| 15,6 |

| 15,0 |

| 14,8 |

| 14,2 |

| 14,4 |

| 15,1 |

| 16,2 |

| 17,3 |

| 18,2 |

| 18,5 |

| 17,3 |

| 16,4 |

| 15,6 |

| 15,0 |

| 14,8 |

| 14,2 |

| 14,4 |

| 15,1 |

| 16,2 |

## Geschichte
Vom Gebiet der Stadt Trujillo entwickelten sich mehrere präkolumbische Kulturen wie Cupisnique, der Mochica und Chimú. Hier existieren zahlreiche archäologische Fundstätten von Bauwerken, wie der Tempel der Sonne und des Mondes im Süden der Stadt, der Huaca del Dragon oder Rainbow und Huaca Esmeralda im Norden. Westlich von Trujillo befindet sich Chan Chan, die Hauptstadt des präkolumbischen Chimú-Reiches. Die archäologische Funde dieser pre-hispanischen städtischen Flächen machen deutlich, dass die gegenwärtige Stadt Trujillo auf einem angestammten Gebiet von alten Zivilisationen gegründet wurde.
Mit der Eroberung des Chimú-Reiches durch die Inka wurde das gesamte Tal dem Inka-Reich einverleibt. Trujillo wurde 1535 gegründet und nach dem Geburtsort von Francisco Pizarro in Spanien benannt. Im 16. Jahrhundert siedelten sich viele spanische Adlige hier an und hinterließen prachtvolle palastähnliche Häuser. Am Hauptplatz – Plaza de Armas – erinnert eine Freiheitsstatue daran, dass hier 1820 schon die Unabhängigkeit Perus erklärt wurde und Simón Bolívar einige Zeit sein Hauptquartier hatte. Das alte Bewässerungssystem wird zum Teil heute noch verwendet und machte damals die Stadt zur Mais- und Kornkammer des nördlichen Küstengebietes.
Seit 1557 ist Trujillo Sitz eines Bistums der römisch-katholischen Kirche. 1943 wurde das Bistum Trujillo zum Erzbistum Trujillo erhoben. Die Kathedralbasilika St. Maria, Mutterkirche des Erzbistums, wurde von 1647 bis 1666 errichtet, nachdem zwei Vorgängerbauten durch Erdbeben zerstört worden waren.

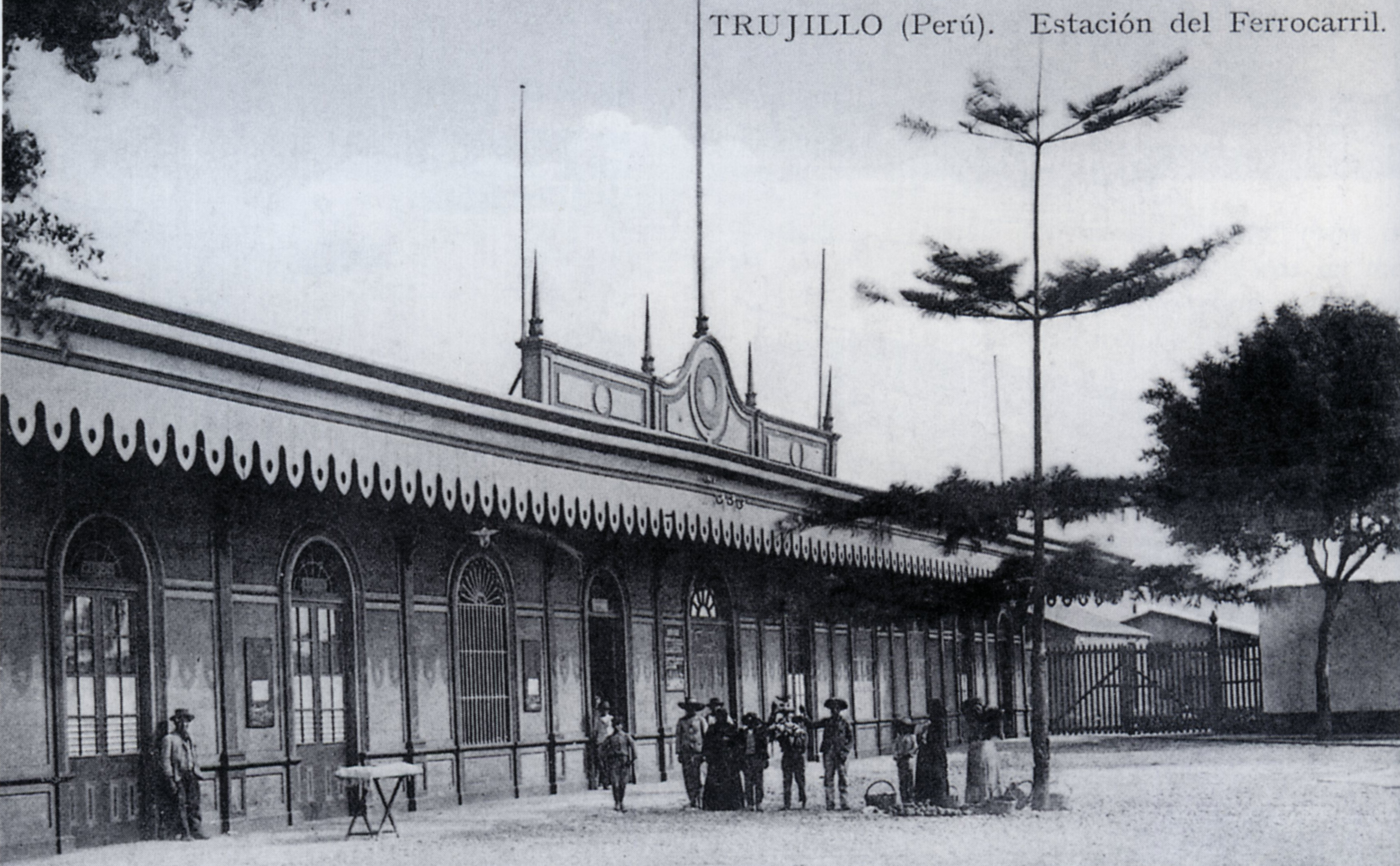
Empfangsgebäude des Bahnhofs von Trujillo, Anfang des 20. Jahrhunderts

Seit den 1870er Jahren bis 1967 hatte Trujillo Eisenbahnanschluss durch die Bahnstrecke Puerto Salaverry–Ascope und zwei weitere Zweigstrecken. Eine davon führte zur Hafenstadt Huanchaco.

## Kultur und Bildung
Trujillo gilt als die Kulturhauptstadt von Peru, da hier große Denker und Schriftsteller wie César Vallejo und Víctor Raúl Haya de la Torre ausgebildet wurden. Weiterhin pflegt die Stadt wichtige Traditionen, wie den Marinera-Tanz, die peruanischen Paso-Pferde und den Caballito de Totora. Große Festivals der Stadt sind: „Marinera“, das Frühlingsfest  und die Caballito-de-Totora-Wettbewerbe.
Trujillo ist der Sitz mehrerer Universitäten und Hochschulen:
- Universidad Nacional de Trujillo
- Universidad Privada Antenor Orrego
- Universidad Católica de Trujillo
- ULADECH Trujillo
- Universidad Privada César Vallejo
- Universidad Privada del Norte (UPN)
- Universidad Privada de Trujillo
- Universidad Alas Peruanas

## Tourismus
Trujillo ist mit seinen einzigartigen Baudenkmälern aus der Mochica- und Chimú-Zeit und der spanischen Kolonialzeit, mit den prachtvollen Innenhöfen, verzierten Holzbalkonen und den schmiedeeisernen Fenstergittern ein beliebtes Ziel für Touristen.
Durch die Nähe zur archäologischen Stätte Chan Chan und zum beliebten Strandort Huanchaco, der ein Zuhause für Surfer aus der ganzen Welt bietet, ist Trujillo Ausgangspunkt für viele Touristen. Ebenfalls beliebt sind Ausflüge zu den Sonnen- und Mondpyramiden (Las Huacas del Sol y de la Luna) und El Brujo nahe Trujillo.
Das Internationale Marinera Festival wird vom Club Libertad organisiert und findet in der letzten Januar-Woche statt. Marinera ist ein Tanz im Dreivierteltakt mit schnellen Drehungen, Kurzschritten und Verneigungsgesten, der das Werben eines Herrn um eine Dame veranschaulicht. Jedes Jahr treten Tanzpaare aus verschiedenen Teilen des Landes und der Welt in den verschiedenen Kategorien des Wettbewerbs an, was Tausende von Touristen anlockt. Das Festival wirft seinen Glanz auch auf die Marine-Parade, die durch die wichtigsten Straßen des historischen Zentrums führt.

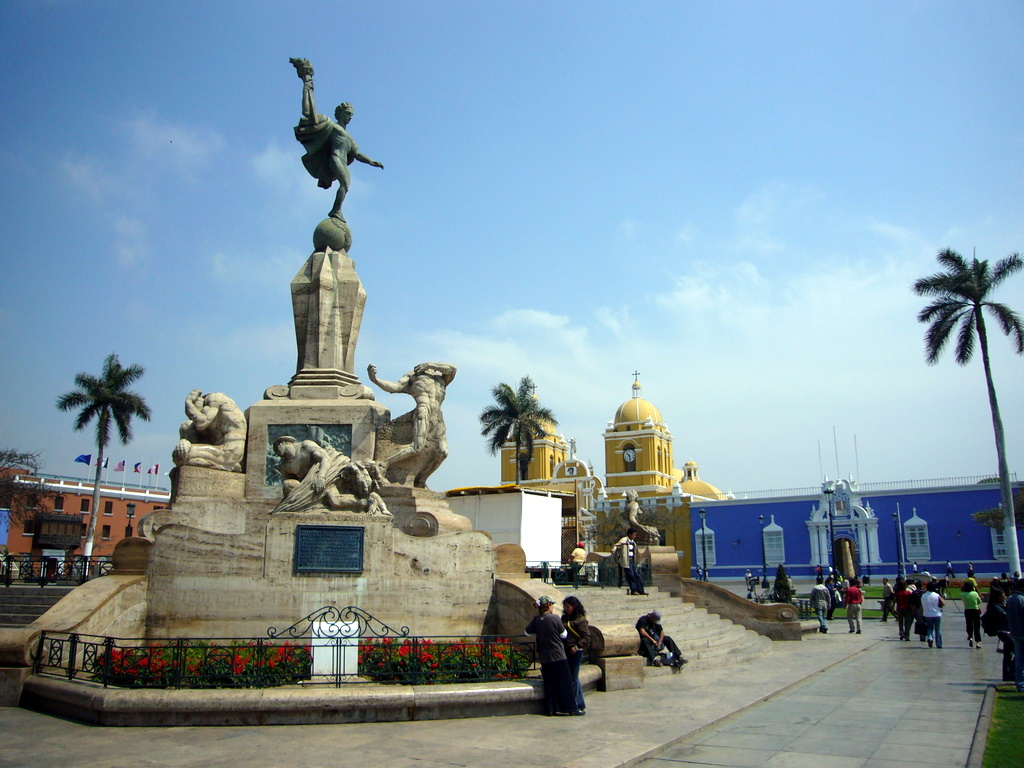
Freiheitsdenkmal „La Libertad“, entworfen von Edmund Moeller
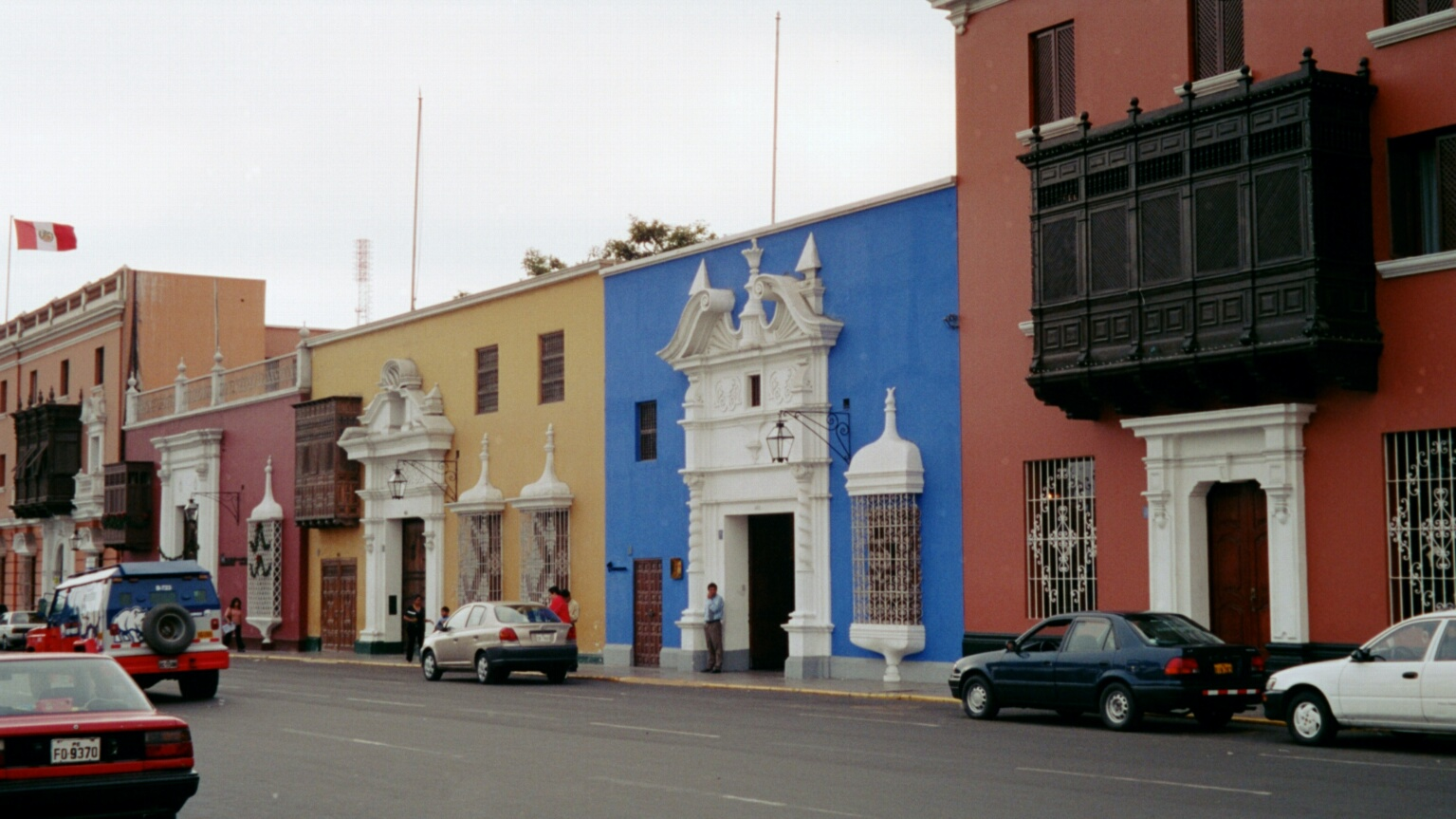
„Casa Calonge“ (blau) und „Casa Bracamonte“ (gelb), 18. und 19. Jahrhundert
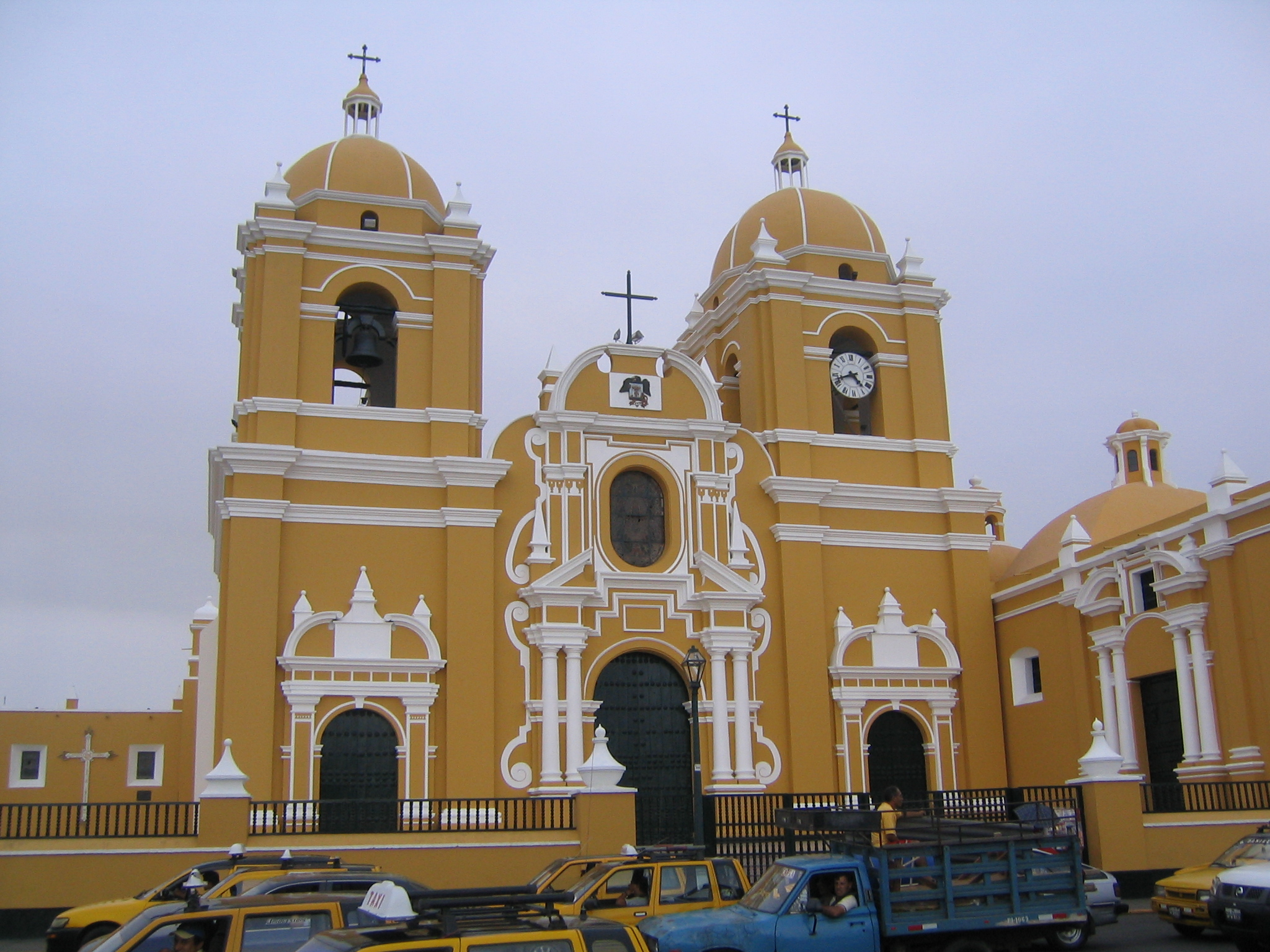
Kathedrale von Trujillo

## Städtepartnerschaften
Trujillo hat folgende Partnerstädte:
| Stadt      | Land               | seit |
| ---------- | ------------------ | ---- |
| Barcelona  | Spanien            | 1991 |
| Dallas     | Vereinigte Staaten | 2013 |
| Decatur    | Vereinigte Staaten |      |
| Metepec    | Mexiko             | 1996 |
| Pabillonis | Italien            | 2007 |
| Timișoara  | Rumänien           | 2010 |

## Söhne und Töchter der Stadt

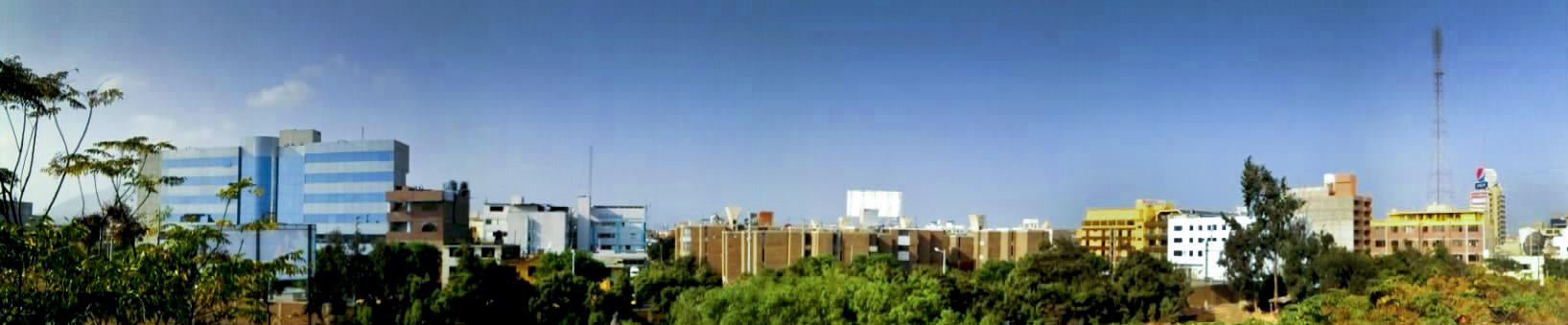
Panorama von Trujillo (2011)

- Diego Maroto (1617–1696), Architekt
- Justiniano Borgoño (1836–1921), Präsident Perus (1894)
- Víctor Raúl Haya de la Torre (1895–1979), Politiker
- Rafael Larco Hoyle (1901–1966), Archäologe
- Gerardo Chávez (1937–2025), Maler
- Juan Carlos Vera Plasencia (* 1961), Bischof von Caravelí
- Henry Ian Cusick (* 1967), Film- und Theaterschauspieler
- Alejandro Medina Aguilar (* 1972), Kenner der Geschichte der Chan-Chan und der Chimú-Kultur
- Eduardo González (* vor 1980), Soziologe
- Silvana Pacheco Gallardo (* 1981), Schachspielerin, -trainerin und -schiedsrichterin
- María Julia Mantilla García (* 1984), Model, Miss World 2004
- Karol Castillo (1989–2013), Schönheitskönigin und Model
- Christian Cueva (* 1991), Fußballspieler
- Gonzalo Bueno (* 2004), Tennisspieler